# Elizabeth Stride
Elizabeth Stride (Elisabeth Gustafsdotter) je po mnogima treća žrtva zloglasnog londonskog serijskog ubojice Jacka Trbosjeka, koji je tijekom 1888. ubijao i sakatio prostitutke. U vrijeme smrti imala je 44 godine, a ubijena je na noć "Dvostrukog događaja", kada je osim nje ubijena i Catherine Eddowes. Nadimak joj je bio "Long Liz". Postoje mnoga objašnjenja o porijeklu tog pseudonima. Neki misle da ima veze s njezinim vjenčanim prezimenom Stride, dok drugi misle da je to zbog njezinog fizičkog izgleda. 
Strideino tijelo je otkriveno u 01:00h u jutro 30. rujna 1888. u Whitechapelu. Vrt u kojem je nađena bio je toliko mračan da je menadžer obližnjeg kluba, koji je otkrio tijelo, morao upaliti šibicu da vidi tijelo. Kako je krv i dalje tekla iz rane, izgledalo je da je ubijena samo par trenutaka prije njegovog dolaska. Menađer je kasnije rekao da je mislio da je ubojica još bio u vrtu kada je on došao.
Stride je rođena u švedskom mjestu Torslanda 27. studenog 1843. kao kći Gustaf Ericssona i njegove supruge Beate Carlsdotter. Godine 1860. započela je raditi, te je mijenjala razne poslove. Za razliku od drugih Trbosjekovih žrtava, koje su u prostituciju ušle nakon neuspjelog braka, Stride je već ranije započela s tim. Već je 1865. zabilježena kao prostitutka u švedskoj policiji, te je dva puta bolovala od spolnih bolesti.
Već se sljedeće godine preselila u London, gdje se 7. ožujka 1869. udala za Johna Thomasa Stridea koji je bio 13 godina stariji od nje. U ožujku 1877. postojale su naznake da se par rastao i da su se 1881. pomirili, ali ponovo rastali već na kraju godine. Njezin suprug preminuo je 24. listopada 1884.
Nakon rastana od muža, živjela je po raznim mjestima u Whitechapelu uz pripomoć Švedske crkve u Londonu jednom ili dvaput, a od 1885. do smrti dugo je živjela s radnikom u luci, Michaelom Kidneyjom. Prijatelji su je opisivali kao mirnu, iako je nekoliko puta završila na sudu zbog pijanstva. Uplela se u vezu s Kidneyjom koja je u travnju 1887. rezultirala Strideinoj prijavi Kidneyja zbog napada, no nije dobila parnicu. Jedan dio novca zarađivala je šivanjem i obavljanjem kućanskih poslova. Ostavila je Kidneyja par dana prije smrti, ponovo, a mnogi svjedoci tvre da su je par dana prije smrti vidjeli u Ulici Berner. Stride je pokopana u subotu, 6. listopada 1888.
Mnogi Ripperolozi tvrde da Stride nije žrtva Jacka Trbosjeka. Neki predlažu da ju je ubio i njezin ljubavnik, Michael Kidney. Za razliku od ostalih žrtava, Stride nije imala nikakvih ozljeda osim prerezanog grkljana, a neki izražavaju sumnju o načinu na koji je prorez učinjen. U dodatku tome, Israel Schwartz, svjedok, je rekao da je vidio kako dvojica ljudi napadaju Stride i bacaju je na pod.
No, Strideino ubojstvo dijeli i velike karakteristike s ostalim Trbosjekovim ubojstvima, kao što su datum, vrijeme, mjesto, karakteristike žrtve i metoda ubojstva. Oni koji podržavaju njezin kanonski status tvrde da je razlog zašto na tijelu nema nikakvih većih sakaćenja je taj što je ubojstvo prekinuo menadžer kluba koji je naišao, te da je razlog Eddowesina ubojstva iste večeri na udaljenosti koja se može prijeći pješice, nastavak "nedovršenog" ubojstva koje je prekinuto.

## Više informacija
- The Complete History of Jack the Ripper by Philip Sugden, ISBN 0-7867-0276-1.

## Vanjske poveznice
- Casebook: Jack the Ripper